# Adam og Eva (film)
|  | For andre betydninger, se Adam og Eva |
Adam og Eva er en dansk film fra 1953, skrevet og instrueret af Erik Balling. Vittig komedie om en "uartig" bogs indflydelse på en række mennesker.
Man får aldrig at se hvad bogen indeholder; filmens titel antyder at der var tale om fotografier af personer i adams- og evakostume – i 1953 noget yderst dristigt, evt. ulovligt.
Filmen modtog Bodilprisen for bedste danske film, ligesom den mandlige hodedrolleindehaver Per Buckhøj modtog Bodilprisen for bedste mandlige hovedrolle.

## Medvirkende
- Louis Miehe-Renard
- Per Buckhøj
- Inger Lassen
- Gunnar Lauring
- Beatrice Bonnesen
- Bertel Lauring
- Einar Juhl
- Birgitte Reimer
- Poul Reichhardt
- Astrid Villaume
- Asbjørn Andersen
- Karin Nellemose
- Bjørn Watt Boolsen
- Preben Lerdorff Rye
- Lis Løwert
- Poul Müller
- Birgitte Federspiel
- Emil Hass Christensen
- Henning Moritzen
- John Wittig
- Bendt Rothe
- Karl Stegger
- Ellen Margrethe Stein
- Sonja Jensen

## Eksterne Henvisninger
- Adam og Eva på Internet Movie Database (engelsk)
- Adam og Eva på Filmdatabasen
- Adam og Eva på danskefilm.dk
- Adam og Eva på danskfilmogtv.dk
- Adam og Eva på Scope
- Adam og Eva i Svensk Filmdatabas (svensk)
- Adam og Eva på MovieMeter (nederlandsk)
- Adam og Eva på AllMovie (engelsk)
- Adam og Eva på The Movie Database (engelsk)